# Alcimus rubicundus
Alcimus rubicundus là một loài ruồi trong họ Asilidae. Alcimus rubicundus được Hobby miêu tả năm 1934. Loài này phân bố ở vùng nhiệt đới châu Phi.